# Campionati del mondo di ciclocross 2017 - Gara maschile Elite
La sessantottesima edizione della gara maschile Elite dei Campionati del mondo di ciclocross 2017 si svolse il 29 gennaio 2017 con partenza ed arrivo da Bieles in Lussemburgo, su un percorso totale di 24,67 km. La vittoria fu appannaggio del belga Wout Van Aert, il quale terminò la gara in 1h02'08", precedendo l'olandese Mathieu van der Poel e l'altro belga Kevin Pauwels terzo.
Partenza con 64 ciclisti provenienti da 18 nazioni, dei quali 60 portarono a termine la competizione.

## Squadre partecipanti
| N. | Cod. | Squadra       |
| -- | ---- | ------------- |
|    | BEL  | Belgio        |
|    | CAN  | Canada        |
|    | CZE  | Cechia        |
|    | DNK  | Danimarca     |
|    | ESP  | Spagna        |
|    | FRA  | Francia       |
|    | GBR  | Gran Bretagna |
|    | GER  | Germania      |
|    | HUN  | Ungheria      |

| N. | Cod. | Squadra     |
| -- | ---- | ----------- |
|    | ISL  | Islanda     |
|    | ITA  | Italia      |
|    | JPN  | Giappone    |
|    | LUX  | Lussemburgo |
|    | NLD  | Paesi Bassi |
|    | POL  | Polonia     |
|    | SUI  | Svizzera    |
|    | SVK  | Slovacchia  |
|    | USA  | Stati Uniti |

## Classifica (Top 10)
| Pos. | Corridore            | Squadra     | Tempo    |
| ---- | -------------------- | ----------- | -------- |
| 1    | Wout Van Aert        | Belgio      | 1h02'08" |
| 2    | Mathieu van der Poel | Paesi Bassi | a 44"    |
| 3    | Kevin Pauwels        | Belgio      | a 2'09"  |
| 4    | Lars van der Haar    | Paesi Bassi | a 2'52"  |
| 5    | Corné van Kessel     | Paesi Bassi | a 3'09"  |
| 6    | Laurens Sweeck       | Belgio      | a 3'29"  |
| 7    | Michael Boroš        | Belgio      | a 3'47"  |
| 8    | Gianni Vermeersch    | Belgio      | a 4'02"  |
| 9    | Simon Zahner         | Svizzera    | a 4'08"  |
| 10   | Sascha Weber         | Germania    | a 4'29"  |